# Андрей Мицев
Андрей (Андрея) Георгиев Мицев Караманов е български революционер, четник, деец на Вътрешната македоно-одринска революционна организация.

## Биография
Андрей Мицев е роден в 1883 година в гевгелийското село Гърчище, тогава в Османската империя, днес в Северна Македония. Влиза във ВМОРО.
При избухването на Балканската война в 1912 година е доброволец в Македоно-одринското опълчение, в четата на Ичко Димитров, 14 воденска дружина, Сборна партизанска рота на МОО
През Първата световна война е част е от Радовишкия партизански отряд на 11 македонска дивизия. Награден е със знак на военния орден „За храброст“, IV степен.